# Oberea
Oberea es un género de escarabajos longicornios de la subfamilia Lamiinae.
Miden 7-21 mm. El cuerpo es largo y delgado. La cabeza, el tórax y el abdomen son del mismo grosor, dándole la apariencia de varilla. Las larvas perforan los tallos, generalmente de especies arbóreas, pero también de algunas herbáceas. Hay alrededor de 300 especies.

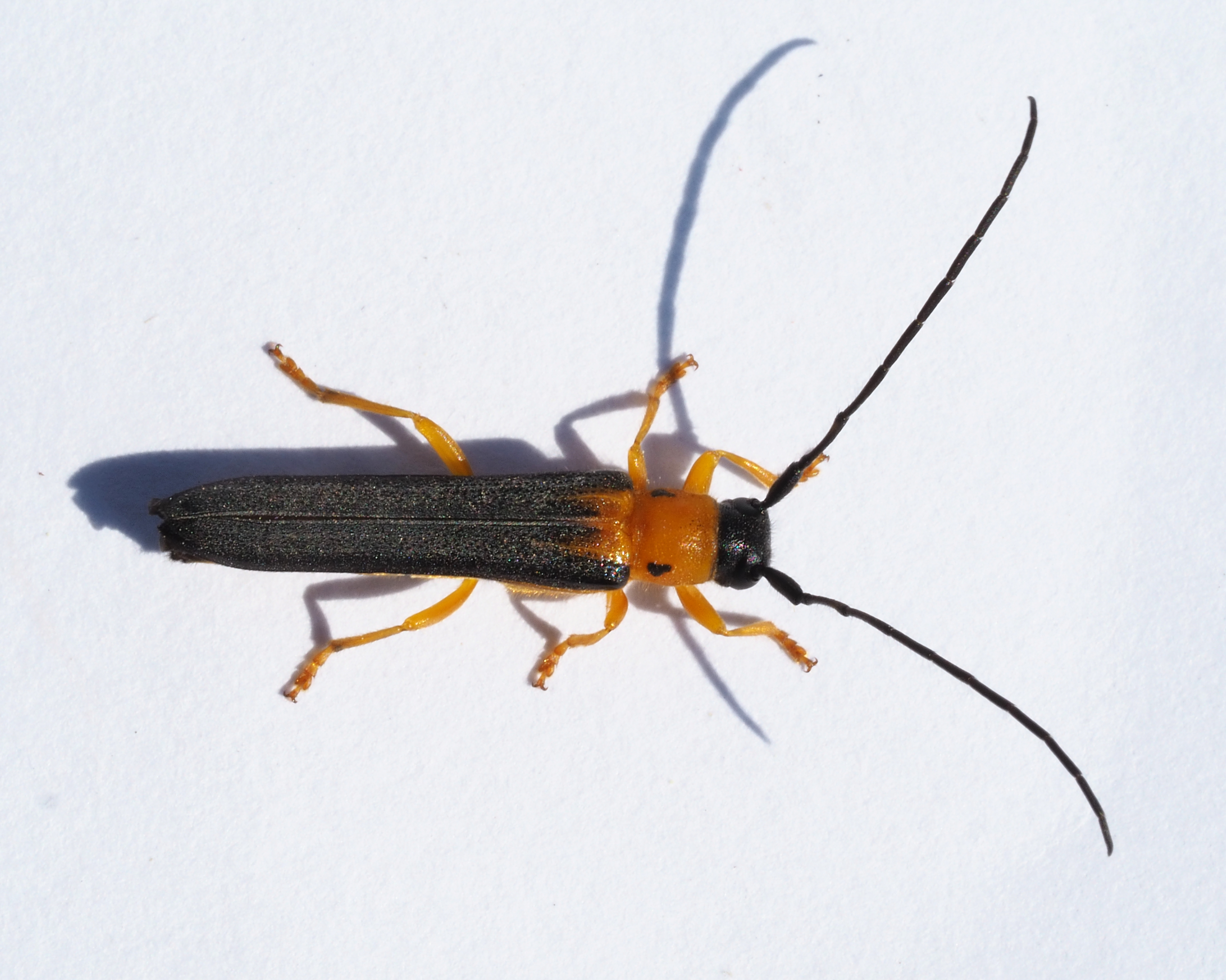
Oberea pupillata

## Especies
- Oberea abdominalis
- Oberea acuta
- Oberea adumbrata
- Oberea affinis
- Oberea andamana
- Oberea andamanica
- Oberea angolana
- Oberea angolensis
- Oberea anguina
- Oberea angustata
- Oberea annamensis
- Oberea annulicornis
- Oberea antennata
- Oberea anterufa
- Oberea apicenigrita
- Oberea artocarpi
- Oberea assamensis
- Oberea aterrima
- Oberea atricilla
- Oberea atricilloides
- Oberea atroantennalis
- Oberea atropunctata
- Oberea auricollis
- Oberea auriventris
- Oberea baliana
- Oberea balineae
- Oberea bangueyensis
- Oberea baramensis
- Oberea batoensis
- Oberea bicallosicollis
- Oberea bicoloricornis
- Oberea bicoloripennis
- Oberea bimaculata
- Oberea bimaculicollis
- Oberea binotaticollis
- Oberea birmanica
- Oberea bisbimaculata
- Oberea bisbipunctata
- Oberea bisbipunctulata
- Oberea bivittata
- Oberea bootangensis
- Oberea breviantennalis
- Oberea brevithorax
- Oberea callosicollis
- Oberea cariniscapus
- Oberea caseyi
- Oberea ceylonica
- Oberea chapaensis
- Oberea cingulata
- Oberea circumscutellaris
- Oberea clara
- Oberea compta
- Oberea conicus
- Oberea consentanea
- Oberea coxalis
- Oberea curialis
- Oberea curticollis
- Oberea curtilineata
- Oberea davaoensis
- Oberea deficiens
- Oberea delongi
- Oberea demissa
- Oberea denominata
- Oberea densepilosa
- Oberea densepunctata
- Oberea densepunctipennis
- Oberea depressa
- Oberea difformis
- Oberea discoidalis
- Oberea distinctipennis
- Oberea diversimembris
- Oberea donceeli
- Oberea elegantula
- Oberea elongaticollis
- Oberea elongatipennis
- Oberea erythrocephala
- Oberea erythrostoma
- Oberea euphorbiae
- Oberea ferruginea
- Oberea flava
- Oberea flavipennis
- Oberea flavipes
- Oberea flavoantennalis
- Oberea flavoantennata
- Oberea flavotrigonalis
- Oberea florensis
- Oberea floresica
- Oberea formosana
- Oberea formososylvia
- Oberea fulviceps
- Oberea fuscicollis
- Oberea fuscipennis
- Oberea fusciventris
- Oberea gabunensis
- Oberea gracilis
- Oberea gracillima
- Oberea grossepunctata
- Oberea hanoiensis
- Oberea hebescens
- Oberea herzi
- Oberea heudei
- Oberea heyrovskyi
- Oberea himalayana
- Oberea histrionis
- Oberea holatripennoides
- Oberea holonigra
- Oberea humeralis
- Oberea humilis
- Oberea inclusa
- Oberea incompleta
- Oberea infragrisea
- Oberea infranigra
- Oberea infranigrescens
- Oberea infrasericea
- Oberea insoluta
- Oberea insperans
- Oberea isigakiana
- Oberea japonica
- Oberea javana
- Oberea javanicola
- Oberea jordani
- Oberea kanarensis
- Oberea kandyana
- Oberea kangeana
- Oberea keyensis
- Oberea komiyai
- Oberea kostini
- Oberea kualabokensis
- Oberea kunbirensis
- Oberea lacana
- Oberea laetifica
- Oberea lama
- Oberea laosensis
- Oberea lateapicalis
- Oberea latericollis
- Oberea laterinigricollis
- Oberea latipenne
- Oberea lepesmiana
- Oberea leucothrix
- Oberea linearis
- Oberea longissima
- Oberea luluensis
- Oberea lutea
- Oberea lyncea
- Oberea macilenta
- Oberea maculicollis
- Oberea manipurensis
- Oberea matangensis
- Oberea medioflavoantennalis
- Oberea mediofusciventris
- Oberea melanocephala
- Oberea melanostoma
- Oberea mentaweiensis
- Oberea meridionalis
- Oberea micholitzi
- Oberea mimetica
- Oberea mixta
- Oberea monticola
- Oberea morio
- Oberea morosa
- Oberea mutata
- Oberea myops
- Oberea neavei
- Oberea nefasta
- Oberea neptis
- Oberea neutralis
- Oberea nigerrima
- Oberea nigrescens
- Oberea nigriceps
- Oberea nigripennis
- Oberea nigripes
- Oberea nigroapiciventris
- Oberea nigrobasipennis
- Oberea nigrocincta
- Oberea nigrofemoralis
- Oberea nigrolateralis
- Oberea nigrolineata
- Oberea nigrolineatipennis
- Oberea nigrotibialis
- Oberea notata
- Oberea nyassana
- Oberea ocellata
- Oberea octava
- Oberea oculata
- Oberea oculaticollis
- Oberea ohbayashii
- Oberea okinawana
- Oberea opaca
- Oberea opacipennis
- Oberea ophidiana
- Oberea ornativentris
- Oberea orothi
- Oberea pagana
- Oberea palawanensis
- Oberea pallida
- Oberea pallidula
- Oberea paraneavei
- Oberea pararubetra
- Oberea parteflavoantennalis
- Oberea partenigricollis
- Oberea pedemontana
- Oberea perspicillata
- Oberea philippinensis
- Oberea phungi
- Oberea pictipes
- Oberea pigra
- Oberea pontianakensis
- Oberea postbrunnea
- Oberea posticata
- Oberea praedita
- Oberea praelonga
- Oberea protensa
- Oberea pruinosa
- Oberea pseudannulicornis
- Oberea pseudobalineae
- Oberea pseudolacana
- Oberea pseudoneavei
- Oberea pseudonigrocincta
- Oberea pseudopascoei
- Oberea pseudopictipes
- Oberea pseudoposticata
- Oberea pseudovaricornis
- Oberea puncticollis
- Oberea punctiventris
- Oberea pupillata
- Oberea quadricallosa
- Oberea quianga
- Oberea reductesignata
- Oberea reimschi
- Oberea ressli
- Oberea rhodesica
- Oberea rondoni
- Oberea rotundipennis
- Oberea rubetra
- Oberea ruficeps
- Oberea ruficollis
- Oberea ruficornis
- Oberea rufiniventris
- Oberea rufiventris
- Oberea rufoantennalis
- Oberea rufosternalis
- Oberea rufotrigonalis
- Oberea sanghirica
- Oberea sanguinalis
- Oberea sansibarica
- Oberea satoi
- Oberea schaumii
- Oberea scutellaris
- Oberea scutellaroides
- Oberea semifusca
- Oberea semifuscipennis
- Oberea semimaura
- Oberea seminigra
- Oberea semiorbifera
- Oberea semirubra
- Oberea senegalensis
- Oberea sericeiventris
- Oberea shibatai
- Oberea shimomurai
- Oberea shirahatai
- Oberea shirakii
- Oberea silhetica
- Oberea sinense
- Oberea sobosana
- Oberea sobrina
- Oberea strigicollis
- Oberea subabdominalis
- Oberea subbasalis
- Oberea subdiscoidalis
- Oberea subelongatipennis
- Oberea subferruginea
- Oberea subneavei
- Oberea subnigrocincta
- Oberea subsericea
- Oberea subsuturalis
- Oberea subtenuata
- Oberea subteraurea
- Oberea subtrigonifera
- Oberea subvaricornis
- Oberea subviperina
- Oberea sumbana
- Oberea sumbawana
- Oberea sumbawanica
- Oberea sumbawensis
- Oberea sylvia
- Oberea taihokuensis
- Oberea taiwana
- Oberea tatsienlui
- Oberea taygetana
- Oberea tenggeriana
- Oberea tenuata
- Oberea travancorensis
- Oberea tricolor
- Oberea tricoloricornis
- Oberea trigonalis
- Oberea trilineata
- Oberea tripunctata
- Oberea truncatipennis
- Oberea tsuyukii
- Oberea ulmicola
- Oberea umebayashii
- Oberea unimaculicollis
- Oberea uninotaticollis
- Oberea viperina
- Oberea vittata
- Oberea walkeri
- Oberea wittei
- Oberea yaoshana
- Oberea yasuhikoi
- Oberea yunnana
- Oberea yunnanensis